# Madonna en kind met heiligen, engelen en Federico da Montefeltro
Madonna en kind met heiligen, engelen en Federico da Montefeltro (Italiaans: Madonna col Bambino e santi, angeli e Federico da Montefeltro) is een altaarstuk van Piero della Francesca dat hij omstreeks 1472-74 maakte. Sinds 1811 maakt het schilderij deel uit van de collectie van de Pinacoteca di Brera in Milaan.

## Herkomst
Federico III da Montefeltro (1422-1482), hertog van Urbino, gaf opdracht voor het schilderij. Omdat Federico in de zomer van 1474 enkele belangrijke onderscheidingen ontving, waaronder het insigne van de Orde van de Kousenband, is het werk waarschijnlijk voor dat moment gemaakt, omdat deze versierselen niet zichtbaar zijn. Federico's echtgenote, Battista Sforza, overleed op 6 juli 1472. Omdat zij ontbreekt op het altaarstuk, is het waarschijnlijk na die datum gemaakt. Het werk zou gemaakt kunnen zijn ter ere van de geboorte van Federico's zoon Guidobaldo in januari 1472.
Anders dan bij vergelijkbare grote schilderijen van de Vlaamse primitieven, was het Brera-altaarstuk geen onderdeel van een drieluik, maar een op zichzelf staand werk. Dit voorbeeld zou in Noord- en Centraal-Italië veel navolging vinden.
Federico gaf ook de opdracht voor de bouw van de kerk van San Bernardino in Urbino, die als hertogelijk mausoleum dienst ging doen. Het schilderij hing daar boven het hoofdaltaar. Tussen de voltooing van het altaarstuk en de kerk zaten enige jaren. Waarschijnlijk hing het werk toen in een Fransciscaanse kerk in Urbino. Een van die kerken, de San Donato degli Osservanti, bood ook een tijdlang onderdak aan het graf van Federico da Montefeltro. In de tijd van Napoleon werd het schilderijovergebracht naar Milaan, waar het op 10 juni 1811 aankwam.

## Voorstelling
Het schilderij is een voorbeeld van een sacra conversazione, met Maria op een troon en het slapende kind op haar schoot. Deze troon is geplaatst op een Anatolisch tapijt, een zeldzaam en kostbaar object dat ook op soortgelijke schilderijen in de Vlaamse kunst voorkwam. Het tweetal wordt omringd door een groep engelen en heiligen.  
Rechtsonder is Federico da Montefeltro knielend afgebeeld. Hij is gekleed in een harnas, met een zwaard en een geplooide mantel, terwijl zijn helm op de grond ligt. Ook het pantser dat zijn handen en polsen bedekt, heeft hij uitgetrokken, zodat hij zijn handen in gebed kan vouwen. Deze wapenuitrusting duidt zowel op zijn militaire bekwaamheid als op zijn toewijding om het geloof te beschermen. Op het metaal zijn de reflecties van de kerkramen en de commandostaf gedetailleerd weergegeven. De weergave van zijn handen lijkt niet overeen te komen met Piero della Francesca's stijl. Ze worden toegeschreven aan de in Vlaanderen geschoolde Spanjaard Pedro Berruguete, Federico's hofkunstenaar van 1474 tot 1482. De hertog werd altijd van de linkerkant afgebeeld, omdat de andere kant van zijn gezicht verminkt was geraakt door het verlies van een oog tijdens een toernooi. De deuk in de helm op de grond verwijst naar de gevechten die hij heeft doorstaan. De hertog heeft niet alleen dezelfde proporties als de heiligen, een vernieuwing die Masaccio had geïntroduceerd, maar hij bevindt zich ook duidelijk in een ruimte met hen. Op die manier krijgt ook de toeschouwer het gevoel deel uit te maken van die wereld.  
Christus draagt een ketting van dieprode koraalkralen, een kleur die verwijst naar bloed, een symbool van leven en dood, maar ook naar de verlossing die Christus brengt.   
De heiligen rondom de Madonna zijn (van links naar rechts): 
- Johannes de Doper; hij heeft een opmerkelijk donkere huidskleur en heeft een staf vast, zijn attribuut. Hij was de patroonheilige van Federico's echtgenote.
- Bernardinus van Siena; Federico en Bernardinus waren bevriend. De kerk waar het werk hing, draagt de naam van deze heilige.
- Hiëronymus van Stridon; hij draagt het gescheurde gewaad van een kluizenaar. In zijn hand houdt hij een steen vast waarmee hij op zijn borst slaat. Als geleerde en vertaler van de Bijbel werd hij gezien als de beschermer van de humanisten.
- Franciscus van Assisi; hij houdt een kruis in zijn hand en laat zijn stigmata zien. Deze heilige is wellicht opgenomen, omdat het werk enige tijd in een Franciscaanse kerk hing.
- Petrus de martelaar; hij wordt traditioneel met een snee in zijn schedel weergegeven, een verwijzing naar zijn marteldood in 1252.
- Johannes de Evangelist; hij wordt afgebeeld met zijn bijbelboek en de gebruikelijke roze mantel. De Italiaanse historicus Ricci ziet in hem een portret van Luca Pacioli, een wiskundige geboren in Sansepolcro, net als Piero della Francesca.

De achtergrond bestaat uit de apsis van een kerk in renaissancestijl, die nauwgezet in perspectief is weergegeven. De ruimte wordt overdekt door een tongewelf met cassetten met rozetten. Hoewel er overeenkomsten zijn met de door Alberti ontworpen Sant'Andrea in Mantua en Masaccio's fresco van de Heilige Drie-eenheid, is het kerkinterieur waarschijnlijk een creatie van Piero della Francesca zelf. Anders dan Alberti en Masaccio volgde hij de klassieke regel dat een gewelf een oneven aantal rijen cassetten moest hebben
De afsluitende halve koepel heeft de vorm van een schelp, symbool van Maria als de nieuwe Venus. In het midden hangt een ei aan een draad, een symbool van de Onbevlekte Ontvangenis. Dit heeft een klassieke oorsprong: in het oude Laconië hing het ei van Leda in een tempel. Leda, de echtgenote van de Spartaanse koning Tyndareos, was zwanger gemaakt door Zeus, die zich in de vorm van een zwaan aan haar had opgedrongen. Aan de zijkanten van het schilderij zijn de aanzetten van twee gewelven in dezelfde stijl zichtbaar, wat de indruk wekt dat de hoofdpersonen zich in het transept van een kerk bevinden.

## Afbeeldingen

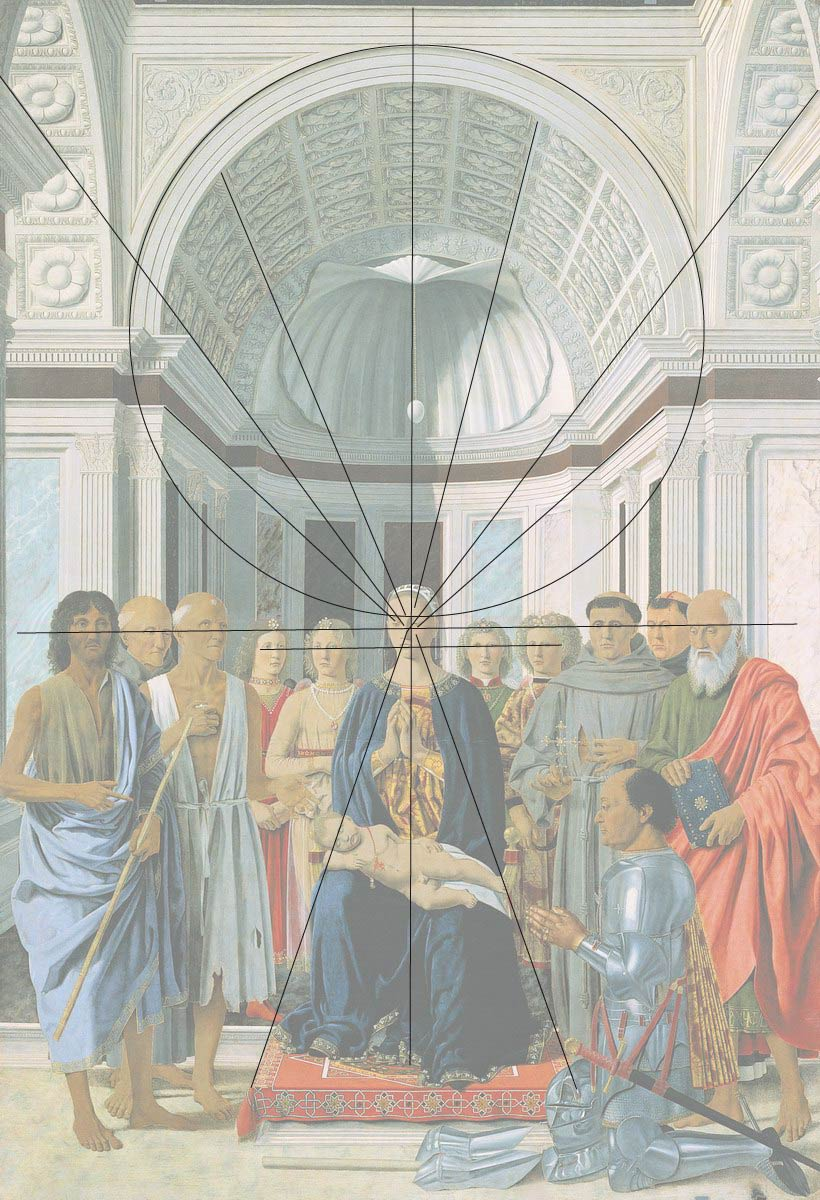
perspectieflijnen
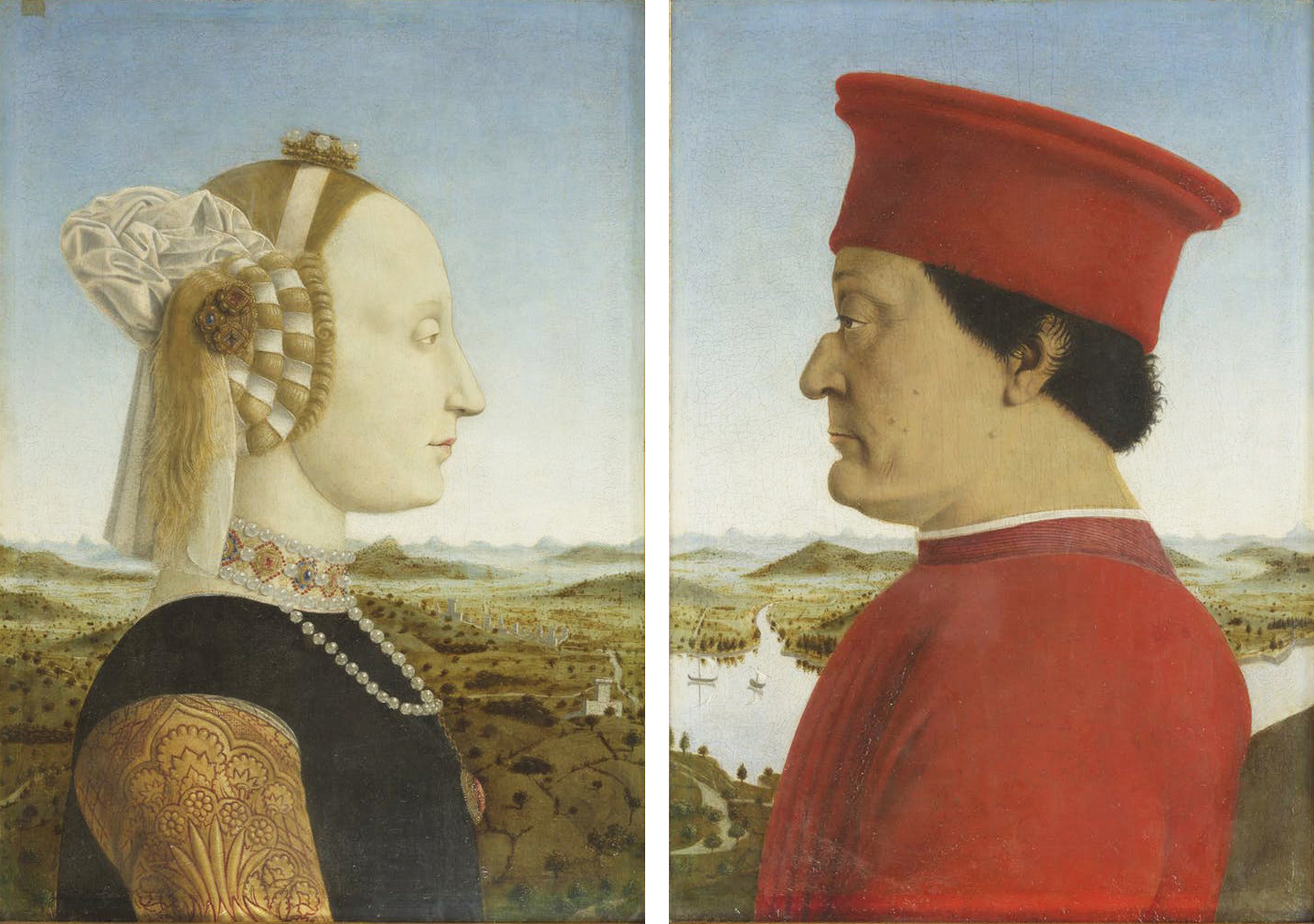
Portretten van Federico da Montefeltro en Battista Sforza
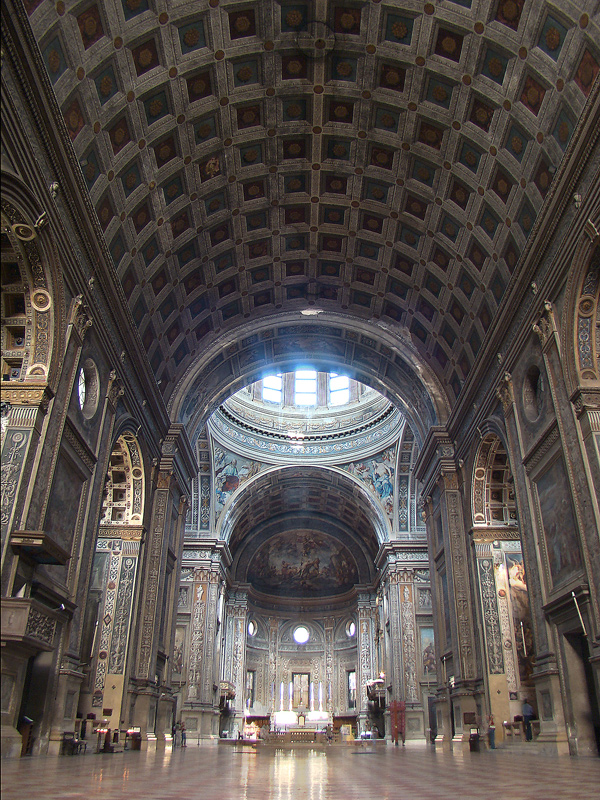
Interieur van de Sant'Andrea
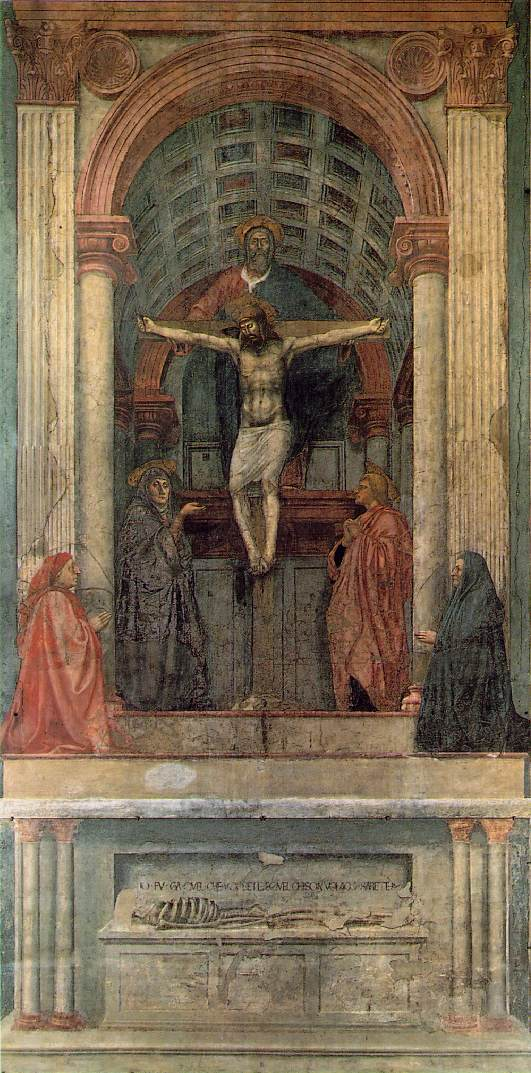
De Heilige Drie-eenheid - Masaccio